# Alphas
Alphas è una serie televisiva statunitense di fantascienza trasmessa dall'11 luglio 2011 sulla rete via cavo Syfy.
L'episodio pilota è stato il più visto degli ultimi due anni su Syfy, registrando un'audience media di 2,5 milioni di telespettatori. La seconda stagione, tuttavia, non ha registrato ascolti soddisfacenti, portando il network a non rinnovare la serie al termine della stessa.
In Italia va in onda in prima visione assoluta su Rai 4 a partire dal 17 maggio 2012.

## Trama
Il genere umano sin dagli albori della storia è sempre stato un grande mistero, così come il DNA. Alcune persone sono diverse, sono dotate di straordinarie abilità. Sotto la guida del dottor Lee Rosen vengono definiti soggetti "Alpha" e si uniscono formando una squadra di agenti speciali che indaga sui casi in cui CIA, FBI e Pentagono non sono in grado, per mancanza di capacità o volontà, di fare luce. Essere diversi implica complicazioni, anche nella vita quotidiana.

## Personaggi e interpreti
- Dr. Lee Rosen, interpretato da David Strathairn:
neurologo e psichiatra con molti anni di esperienza alle spalle, viene chiamato ad esaminare i soggetti "alpha", da cui è profondamente affascinato. Presto diventa la loro guida, formando un team compatto ed efficace di cui sarà leader.
- Bill Harken, interpretato da Malik Yoba:
è un ex agente dell'FBI che ama attenersi alle regole e al protocollo. Ha la capacità di controllare il rilascio di adrenalina, garantendogli forza e resistenza oltre al normale, ma che lo lasciano indebolito se protratte per più di qualche minuto.
- Cameron Hicks, interpretato da Warren Christie:
è un ex cecchino dell'esercito, che non nutre molta fiducia verso le autorità. Possiede capacità motorie fuori dal comune, tra i quali un equilibrio perfetto e una mira estremamente precisa (ipercinesi).
- Nina Theroux, interpretata da Laura Mennell:
è una donna affascinante, intelligente e raffinata in grado di manipolare chiunque a suo piacimento (iperinduzione).
- Gary Bell, interpretato da Ryan Cartwright:
è un ventenne autistico la cui abilità consiste nell'essere una vera e propria antenna umana, in grado di captare frequenze televisive, radio e telefoniche. Può quindi facilmente intercettare telefonate e messaggi cifrati (trasduzione).
- Rachel Pirzad, interpretata da Azita Ghanizada:
ventenne con genitori iperprotettivi, è in grado di sfruttare uno dei cinque sensi meglio di chiunque altro, lasciando però i rimanenti temporaneamente inutilizzabili (sinestesia).

## Episodi
| Stagione         | Episodi | Prima TV USA | Prima TV Italia |
| ---------------- | ------- | ------------ | --------------- |
| Prima stagione   | 11      | 2011         | 2012            |
| Seconda stagione | 13      | 2012         | 2013            |

### Crossover
Nel quinto episodio della prima stagione compare un crossover, con la serie televisiva Warehouse 13, nel quale Lindsay Wagner recita come guest star nei panni del suo personaggio: la dottoressa Vanessa Calder.

## Produzione
Alphas è prodotta dalla BermanBraun in collaborazione con la Universal Cable Productions, ideata da Zak Penn e Michael Karnow. La rete televisiva Syfy approvò la sceneggiatura scritta da Penn e Karnow e ordinò la produzione di un episodio pilota il 5 agosto 2009. Il 24 maggio 2010 Jack Bender fu ingaggiato per dirigere il pilot.
David Strathairn fu il primo attore ad entrare nel cast, ad inizio luglio 2010, per interpretare il ruolo del dottor Lee Rosen. Nello stesso mese furono ingaggiati anche Ryan Cartwright, per il ruolo di Gary Bell, Warren Christie, per il ruolo di Cameron Hicks, Malik Yoba, per interpretare l'ex agente dell'FBI Bill Harken e Laura Mennell per il ruolo di Nina Theroux. L'ultimo membro del cast principale, Azita Ghanizada, interprete di Rachel Pirzad, fu invece ingaggiata nel successivo mese di agosto. Dopo aver visionato il pilot, Syfy approvò la produzione di una prima stagione l'8 dicembre 2010, girata principalmente nei pressi di Toronto.
Il 7 settembre 2011 Syfy annunciò di aver rinnovato la serie per una seconda stagione di 13 episodi, trasmessa a partire dal 23 luglio 2012. Il 16 gennaio 2013 la rete, a seguito del calo di ascolti registrato rispetto alla stagione precedente, decise di cancellare la serie, nonostante la seconda stagione si concluda con un cliffhanger.

## Citazioni in altri media
- Nell'episodio 21 della sesta stagione della sitcom The Big Bang Theory Sheldon cita l'interruzione della serie, con cui è in disappunto, poiché sua serie preferita. Per lamentarsi di ciò chiama la redazione del canale Syfy.